# Wilde-Donald Guerrier
Wilde-Donald Guerrier (* 31. března 1989, Port-à-Piment, Haiti) je haitský fotbalový obránce či záložník a reprezentant, který v současné době hraje za klub FC Cosmos Koblenz.

## Klubová kariéra
- Violette AC (mládež)
- Violette AC 2009–2011
- América des Cayes 2011–2013
- Wisła Kraków 2013–2016
- Alanyaspor 2016–2017[2]
- Qarabağ FK 2017–2021

## Reprezentační kariéra
Guerrier debutoval v A-mužstvu Haiti v roce 2010.